# Solenobia lapidosa
Solenobia lapidosa är en fjärilsart som beskrevs av Geoffroy 1785. Solenobia lapidosa ingår i släktet Solenobia och familjen säckspinnare. Inga underarter finns listade i Catalogue of Life.